# Yely Rivera
Yely Margoth Rivera Kroll (sinh ngày 26 tháng 12 năm 1994) là một người mẫu đã chiến thắng tại cuộc thi Hoa hậu Peru 2021. Cô đại diện cho Peru tại cuộc thi Hoa hậu Hoàn vũ 2021 được tố chức ở Eilat, Israel nhưng không đạt thành tích gì. Năm 2022, cô được tiếp tục tham dự cuộc thi Hoa hậu Siêu quốc gia 2022 với tư cách là đại diện của [[Peru] nhưng cô đã từ bỏ danh hiệu này

## Tiểu sử
Rivera sinh ngày 26 tháng 12 năm 1994 và sống ở Arequipa.  Cô là em gái của Sofía Rivera Kroll và Kelin Rivera. Cô hiện đang phát triển nghề nghiệp của mình với tư cách là Giám đốc Hành chính tại Phòng khám Éxito, một công ty dành riêng cho sự phát triển và tăng trưởng cá nhân và nghề nghiệp của con người.

## Cuộc thi sắc đẹp

### Hoa hậu Peru 2021
Rivera đã đại diện cho Arequipa tại Hoa hậu Peru 2021 và cạnh tranh với 6 thí sinh còn lại trong vòng chung kết và cô là người chiến thắng với ngôi vị là Hoa hậu Hoàn vũ Peru 2021.

### Hoa hậu Hoàn vũ 2021
Với tư cách là Hoa hậu Hoàn vũ Peru 2021, cô sẽ là đại diện cho Peru tại Hoa hậu Hoàn vũ 2021 ở Eilat, Israel.